# Rosso Fiorentino
Giovanni Battista di Jacopo (1494. – 1540.), znan kao Rosso Fiorentino (talijanski za "Crveni firentinac"), ili Il Rosso, bio je talianski maniristički slikar firenstinske škole koji je slikao ulja na platnu i freske. 

## Životopis
Rosso Fiorentino je rođen u Firenci s izrazito crvenom kosom, po čemu je i dobio svoj nadimak. Rosso se najprije naukovao, sa svojim suvremenikom Pontormom, u studiju Andree del Sarta. Kasnije, godine 1523. preselio se u Rim gdje se oduševio Michelangelovim i Rafaelovim slikama, ali i djelima drugih renesansnih umjentika koji su uvelike utjecali na njegov umjetnički stil. 
Nakon velike pljačke Rima 1527. godine, Rosso je naposljetku odselio u Francusku gdje je osigurao svoje mjesto na dvoru Franje I. 1530. god., gdje je ostao sve do svoje smrti. Skupa s Pramaticcom, Rosso je bio jedan od vodećih umjetnika koji su radili u dvorcu Fontainebleau što je bio početak "Fontainebleauške škole". Tu je proveo ostatak svog života, sve do smrti 1540. god., a školu je preuzeo voditi Francesco Primaticcio.
Rosso je, uz ostale firentinske kasnorenesansne slikare, dugo bio neprihvaćen, za razliku od slikara koji su se još držali renesansnog realizma i odmjerenosti. Danas se njegova umjetnost, iako se ne nalazi u velikim umjetničkim centrima, smatra za najinventivnija i najodvažnija djela njegova doba. Figure na njegovim slikama su pretjerano vitke i vijugave, ali posjeduju iznimnu vizualnu snagu.  

## Djela
- Gospa s četiri sveca, 1518., ulje na drvu, 172 x 141 cm, Galerija Uffizi, Firenca.
- Sveta obitelj, 1520., ulje na dasci, Country Museum of Art, Los Angeles
- Mojsije brani svoje kćeri od Jetra iz oko 1523. god., Galerija Uffizi, Firenca.
- Freska na zidu galerije Franje I. u dvorcu Fontainebleau.

## Poveznice
- Skidanje s križa (Fiorentino)